# Kurtzia granulatissima
Kurtzia granulatissima é uma espécie de gastrópode do gênero Kurtzia, pertencente a família Mangeliidae.